# Farnstädt
Farnstädt é um município da Alemanha, situado no distrito de Saale, no estado de Saxônia-Anhalt. Tem 27,13 km² de área, e sua população em 2019 foi estimada em 1.482 habitantes.